# 萨拉·莫尔甘蒂
萨拉·莫尔甘蒂（義大利語：Sara Morganti，1976年3月6日—），意大利女子马术运动员。她曾代表意大利参加2012年、2016年和2020年夏季残疾人奥林匹克运动会马术比赛，获得个人锦标赛I级和个人自选动作I级铜牌。